# Талаат Харб
Талаат Харб (1867—1941) — египетский экономист, основатель банка Banque Misr (араб., Банк Египта), который впоследствии был национализирован.
Реализовал и ряд других проектов, создавая коммерческие компании и социальные учреждения. За проекты, реализованные в Саудовской Аравии, получил в награду два кусочка кисвы Каабы. Наследники передали их в музей.

## Семья
Талаат Харб относительно рано потерял жену. Его пережили четыре дочери. Одна из них, Хода, перед смертью подарила деньги и землю кардиологическому институту, который должен был быть создан при медицинском факультете.

## Память
В его честь были названы улица и площадь в Каире.
Поэт Ахмед Шауки и другие деятели культуры увековечили Талаата Харба в своих произведениях.